# Oxid železnato-železitý
Oxid železnato-železitý, chemickým vzorcem Fe3O4 (FeIIO−II·Fe2IIIO3−II), je sloučenina železa a kyslíku. V přírodě se vyskytuje jako minerál magnetit. Je ferimagnetický do teploty 570 °C, nad touto teplotou se stává paramagnetickým.

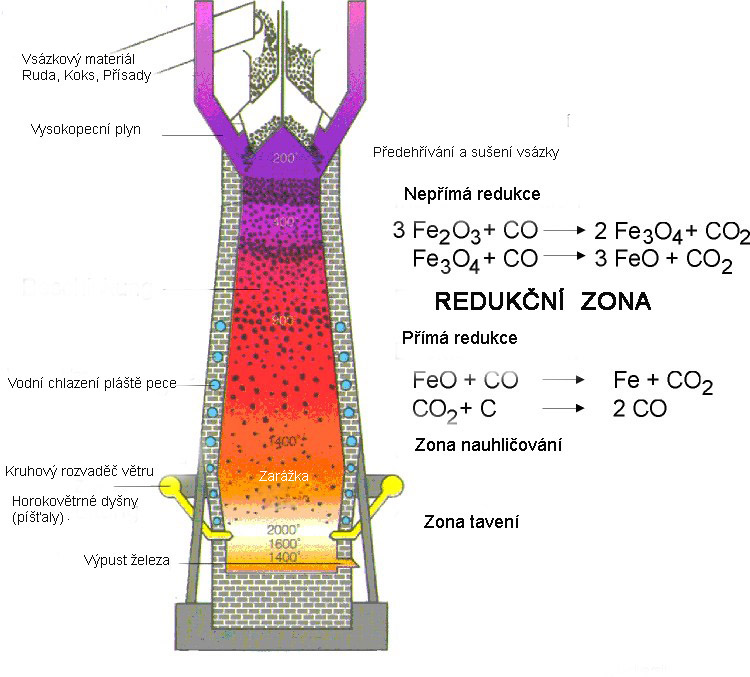
Schéma vysoké pece

Používá se při výrobě železa ve vysoké peci. Do horní části pece se přidají rudy železa (např. magnetit a hematit) společně s vápencem a koksem. Reakcí koksu se vzdušným kyslíkem, který je do pece přiháněn spodní částí, vznikne oxid uhelnatý, pomocí kterého probíhá nepřímá redukce rud. Dochází k reakci:
Fe3O4 + CO → 3 FeO + CO2
Vznikající oxid železnatý sestupuje do nižší části vysoké pece, kde je redukován pomocí koksu na železo. Vznikající oxid uhličitý reaguje s koksem za vzniku dvou molekul oxidu uhelnatého, které dále redukují rudy železa.